# Otto Fitzner
Otto Fitzner – as lotnictwa niemieckiego Luftstreitkräfte z 9 zwycięstwami w I wojnie światowej.
8 lipca 1917 roku został przeniesiony z AFP 4 do jednostki myśliwskiej Jasta 17 w celu uzupełnienia jej składu. W jednostce służył do 19 marca 1918 roku. Pierwsze z trzech zwycięstw odniesionych przez Frtznera w jednostce, nad samolotem Sopwith Camel, miało miejsce 14 sierpnia 1917 w okolicach Slype. 
19 marca 1918 roku Otto Fitzner został przeniesiony i awansowany na dowódcę Jasta 65. W jednostce odniósł kolejne 4 zwycięstwa. 25 sierpnia 1918 roku został ranny w walce, po tygodniowym leczeniu powrócił do jednostki. Dwa ostatnie zwycięstwa odniósł już w listopadzie 1918 roku. Funkcję dowódcy jednostki pełnił do końca wojny. Jego dalsze losy nie są znane.